# Helymaeus togonicus
Helymaeus togonicus är en skalbaggsart som beskrevs av Schmidt 1922. Helymaeus togonicus ingår i släktet Helymaeus och familjen långhorningar.
Artens utbredningsområde är Togo. Inga underarter finns listade i Catalogue of Life.